# Syllabique

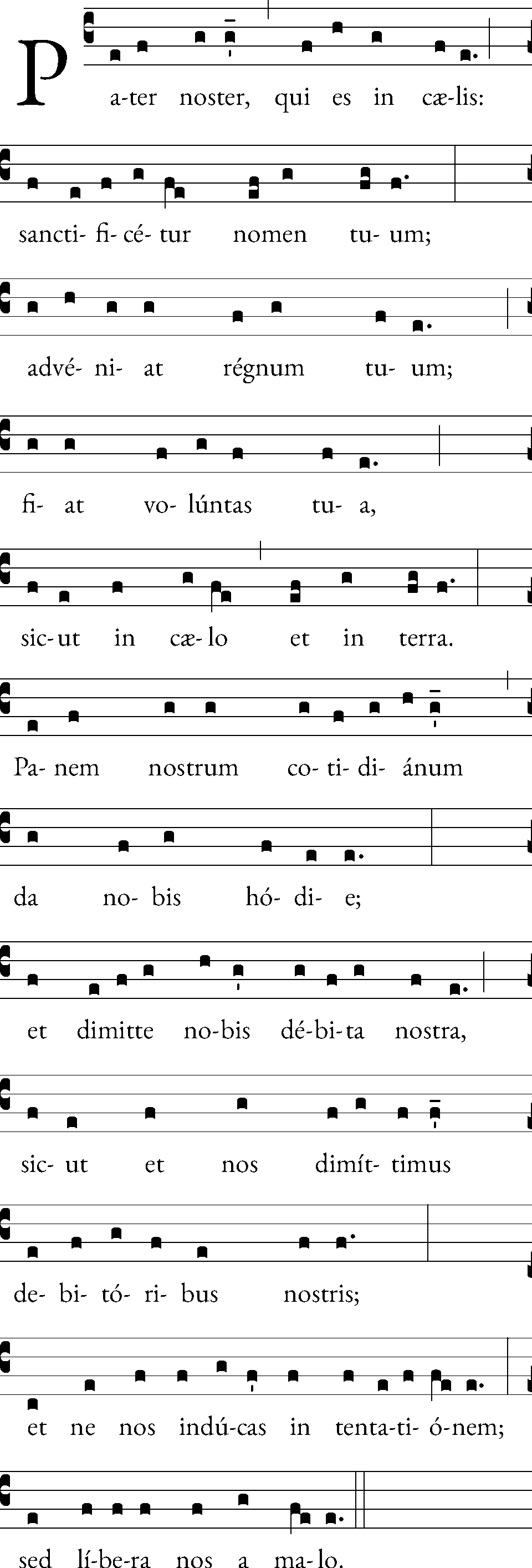
Le Pater en chant grégorien

Le style syllabique est un des styles de plain-chant, où chaque syllabe est portée par une seule note.
C'est généralement le style employé dans les hymnes, et les antiennes de l'office. Il fait varier la note chantée d'une syllabe à l'autre, à raison d'une note par syllabe.
Le style syllabique est rarement pur : certaines syllabes peuvent être marquées par des neumes plus complexes, rappelant le style neumatique ; et certains passages plus simples peuvent au contraire se rapprocher du style psalmodique.
Exemple de style syllabique : antienne du psaume 40 :
En dehors du cas des hymnes, pour lesquels la correspondance entre mélodie et texte est très artificielle, le style syllabique est très fortement marqué par l'accentuation latine. Un très bel exemple de cette correspondance est la mélodie du pater noster, pour lequel la mélodie est pratiquement une transcription de ce que donnerait une cantilation.